# Kienheim
Kienheim je občina v departmaju Bas-Rhin francoske regije Alzacija.
Leta 1990 je v občini živelo 538 oseb oz. 169 oseb/km².